# Coniferaldeído desidrogenase
Coniferaldeído desidrogenase ou CALDH é uma enzima encontrada em pteridófitas, gimnospermas e angiospermas, membro da superfamília das aldeídos desidrogenases (ALDH). Estas enzimas promovem a oxidação irreversível de uma ampla gama de aldeídos alifáticos e aromáticos, endógenos e exógenos aos seus ácidos correspondentes, reduzindo preferencialmente NAD+. CALDH é uma enzima da via dos fenilpropanoides, responsável pela oxidação do coniferaldeído para produzir ácido ferúlico.